# 1865년 이탈리아 총선
1865년 이탈리아 총선은 제2대 이탈리아 하원 443인을 선출하기 위한 첫 선거로 1865년 10월 22일 1차 투표, 10월 29일 2차 투표가 치러졌다.

## 선거 운동
초대 선거에서 총 3개 정파가 참여하였는데, 우선 역사적 우파는 사르데냐 왕국 전 총리 출신의 알폰소 페레로 라 마르모라가 이끌었으며 이탈리아 통일운동에 오랫동안 장군으로서 활약해 온 인물이었다.
제2세력인 역사적 좌파는 자유주의 성향의 우르바노 라타치가 이끌었다. 우르바노 라타치는 이탈리아 좌익 원내단체의 창립자였다.
두 세력에 반대하는 제3세력의 역사적 극좌는 이탈리아 혁명가이자 통일운동의 핵심인물인 주세페 마치니가 이끌었으며 극좌 성향 후보의 연합이었다.
이탈리아 왕국 전체 인구 2300만 명 가운데 남자 504,263명만이 유권자로 참여할 수 있었다.
선거 결과 우파 성향의 후보가 득표율 41%, 원내 183석을 확보하며 제1세력으로 부상했다. 이들은 북부 이탈리아의 불로소득 부유층을 대표하는 귀족들로서 국왕에 충성하고 낮은 수준의 정부예산을 운용하며 온건 성향의 정치관을 지녔다. 우파 대표 알폰소 페레로 라 마르모라는 국왕 비토리오 에마누엘레 2세에 의해 이탈리아 왕국의 총리로 임명됐다.

## 참여 정당
| 정당 | 정당        | 성향 | 대표                      |
| ---- | ----------- | ---- | ------------------------- |
|      | 역사적 우파 | 보수 | 알폰소 페레로 라 마르모라 |
|      | 역사적 좌파 | 자유 | 우르바노 라타치           |
|      | 역사적 극좌 | 극좌 | 주세페 마치니             |

## 선거 결과
| 정당                  | 정당        | 결과    | 결과  | 결과      |
| 정당                  | 정당        | 득표수  | %     | 비율      |
| --------------------- | ----------- | ------- | ----- | --------- |
|                       | 역사적 우파 | -       | 41.2% | 183 / 443 |
|                       | 역사적 좌파 | -       | 35.2% | 156 / 443 |
|                       | 역사적 극좌 | -       | 3.5%  | 14 / 443  |
|                       | 기타        | -       | 20.1% | 89 / 443  |
|                       |             |         |       |           |
| 유효표                | 259,035표   | 95.26%  |       |           |
| 무효표                | 12,888표    | 4.74%   |       |           |
| 총 투표수             | 271,923표   | 100.00% |       |           |
| 유권자 (투표율)       | 504,263표   | 53.92%  |       |           |
| 출처: Nohlen & Stöver |             |         |       |           |